# Mlýn Ušípaného
Mlýn Ušípaného (též Blanický mlýn, Kupsův mlýn nebo mlýn U Šípanů) je vodní mlýn na řece Blanici v katastru obce Pavlovice u Vlašimi.

## Historie
První písemná zmínka o mlýně (tzv. mlýn Ušípaný) pochází z roku 1578. Mlýn je dále zmiňován v souvislosti s konfiskací Vlašimského panství majiteli Janu Vostrovcovi po bitvě na Bílé hoře. V květnu 1888 zasáhla oblast bouřka s krupobitím a mlýn, tou dobou ve vlastnictví Josefa Kysely, byl jednou z nejhůře postižených staveb. V majetku Kyselů byl mlýn po tři generace, Josef Kysela jako poslední z rodu prodal mlýn na začátku první světové války Eduardu Rittigovi. Na konci 19. století pořídil Eduard Rittig do mlýna nové moderní mlecí stolice a kolem roku 1920 naftový motor firmy Laurin&Klement. V roce 1930 je jako majtel mlýna uváděn Ladislav Rittig, syn Eduarda Rittiga. Ten mlýn prodal Josefu Kupsovi. V roce 1933 (1934), za majitele Josef Kupsy, mlýn vyhořel a obnoveny už byly pouze obytné části, provoz mlýna nikoliv.
V roce 1940 se u mlýna konal tábor dejvických skautů. Od roku 1987 se zde konají dětské tábory pravidelně. Pořádá je občanské sdružení STROM – přátelé Blanického mlýna.  Aktuálně (2021) je vlastníkem objektu a přilehlých pozemků město Vlašim.

## Architektura
Hlavní součástí areálu mlýna je velká budova obytné mlýnice, dvůr je pak uzavřen souborem hospodářských budov. Mlýn se do současnosti dochoval bez výraznějších přestaveb, byl nicméně rekonstruován ve stylu klasicismu a poté historismu.